# Lijst van burgemeesters van Neeritter
Dit is een lijst van burgemeesters van de voormalige Nederlandse gemeente Neeritter tot die gemeente in 1942 opging in de gemeente Hunsel.
| Ambtsperiode | Naam burgemeester                 | Partij of stroming | Bijzonderheden                                                                                          |
| ------------ | --------------------------------- | ------------------ | --- |
| 18?? - 1850? | P.M. Driessen                     |                    | |
| 1850 - 1865  | F.A. Linssen                      |                    | |
| 1865 - 1878  | Pieter Fransiscus Linssen         |                    | |
| 1878 - 1880  | H. Linssen                        |                    | |
| 1880 - 1887  | J.M. Grispen                      |                    | |
| 1887 - 1896  | J.C. Driessens                    |                    | |
| 1896 - 1936  | Petrus Mathijs Hubertus Driessens |                    | tevens burgemeester van Ittervoort (1907-1936)                                                          |
| 1936 - 1941  | mr. Constant (C.N.M.) Kortmann    |                    | tevens burgemeester van Ittervoort, later onder andere burgemeester van Breda                           |
| 1942         | P.J.J. Beursgens                  | NSB                | tevens burgemeester van Ittervoort (1942) en Hunsel (1942-1943), later burgemeester van Heel en Panheel |